# 萬廷言
萬廷言（1530年—1610年），字以忠，一作曰忠，號思默，江西南昌府南昌縣人，明朝理學家、政治人物。

## 生平
嘉靖三十四年（1555年）乙卯科江西鄉試第二名舉人。嘉靖四十一年（1562年）中式壬戌科會試第二百三十五名，二甲第十六名進士。歷禮部儀祭司員外郎。嘉靖四十五年（1566年），升光祿寺寺丞。
隆慶元年（1567年），出為雲南按察使僉事，提調學校。因忤權貴，謫福建汀州府推官，不久遷廣平府同知。罷官歸里，杜門三十餘年，以修學明道為務。

## 著作
萬廷言父萬虞愷曾受業於王守仁。萬廷言曾問學于羅洪先和王畿，對江右與浙中王門均有傳承。萬廷言深研易學，有《學易齋集》、《易說》、《學易齋約語》等。

## 家族
曾祖萬必昌；祖父萬廣載，封知縣；父萬虞愷，南京刑部右侍郎。母蕭氏（封孺人）。重庆下。弟萬廷謙，泉州海防同知。